# Jardin botanique universitaire de Poitiers
Le jardin botanique universitaire de Poitiers est situé sur le domaine du Deffend, à Mignaloux-Beauvoir, à côté du domaine universitaire de Poitiers dans le département de la Vienne, et est entretenu par l'Université de Poitiers.
Il a une superficie de 33 hectares dont 18 pour les collections, 6 pour les bois et 9 pour la recherche.
Sa création remonte à 1385, et c'est en 1962 que l’État l'a détenu, puis l'université de Poitiers.
Le jardin dispose d'un verger, un arboretum, un potager, un pigeonnier, deux étangs et une serre.
On peut effectuer sa visite, sans frais.